# マイア・サンドゥ
マイア・サンドゥ（ルーマニア語: Maia Sandu, ルーマニア語発音: [ˈmaja ˈsandu]; 1972年5月24日 - ）は、モルドバの政治家。第6代モルドバ大統領（在任：2020年12月24日から）。
ルーマニアとモルドバの二重国籍も所持しており、母語であるルーマニア語の他にロシア語、英語を流暢に話す。
なお、サンドゥはモルドバでは初の女性大統領で、NIS諸国では4人目、東ヨーロッパにおいては5人目の女性大統領である。またはマヤ・サンドゥとも表記される。

## 経歴

### 前半生
1972年5月24日、ソビエト連邦モルダヴィア・ソビエト社会主義共和国のファレシュティ郡リシペニのコミューンで、獣医のグリゴリーと教師のエミリア・サンドゥの間に生まれる。
1989年から1994年までモルドバ経済研究アカデミー（ASEM）で経営学を専攻し、1995年から1998年までキシナウの行政アカデミー（AAP）で国際関係論を専攻した。
アメリカ合衆国に留学して2010年、ハーバード大学ケネディスクールを卒業。2010年から2012年までワシントンD.C.にある世界銀行の常務理事顧問を務めた。

### 大統領選出前の経歴
彼女は同国の政党「行動と連帯党」（PAS）の元党首であり、2019年6月8日から2019年11月14日までモルドバの首相を務めた。
2019年11月12日にモルドバ共和国社会党（PSRM）が提出した動議を受けた不信任投票で101人の国会議員のうち63人（PSRMとモルドバ民主党(PDM)の議員）が賛成した事でサンドゥ政権は崩壊した。
傍らで、サンドゥは2012年から2015年まで教育大臣、2014年から2015年まで国会議員を務め、その後に一度辞職している。しかし2019年には国会議員として復帰を果たした。

### 大統領選における経歴
2016年、彼女は、20年振りとなる直接選挙による大統領選にて親ヨーロッパ政党「尊厳と真実の基盤党」（PPDA）とPASの共同候補に選ばれた。 
しかし、その際の選挙戦で当人は親露派のPSRM候補イゴル・ドドンに48%対52%の差で敗れ去った。だが、サンドゥは4年後の大統領選へ立候補者として再び足を踏み入れた。そこにおいてもドドンとの再戦になるものの、この時の選挙戦では58%対42%と大幅の差をつけて勝利し、見事雪辱を果たすことになった。
2012年から2015年までモルドバの教育大臣を務め、2015年7月23日にモルドバ自由民主党からナタリア・ゲルマンとキリル・ガブリチの後任の次期首相候補とされた。
新たな親欧州政党連合から候補指名された翌日、サンドゥは受諾の条件としてモルドバ国立銀行総裁のドリン・ドラグアヌと検事総長のコルネリウ・ギュリンの辞任を公約とすることを求めた。 最終的にヴァレリウ・ストレレツがサンドゥを退け、モルドバ大統領から首相指名された。
2015年12月23日、彼女は「 În /pas/ cu Maia Sandu」（マイア・サンドゥに歩調を合わせて)という政治団体を立ち上げ、後に「Partidul Acțiune și Solidaritate」（行動と連帯党）という政党になった。
2016年のモルドバ大統領選挙ではサンドゥは親ヨーロッパ派の候補者で、出馬・投票に臨んだ2人の候補者のうちのひとりであった。
2019年のいくつかの世論調査によれば、サンドゥはモルドバで最も信頼されている3人の政治家の中にランクインしている。世論調査基金が実施した最新の世論調査によるとサンドゥは24%で、26%のイゴル・ドドンに次ぎ2番目に信頼されている政治家であるという結果が出た。しかし、古い他の世論調査では、彼女の順位は6位に後退している。

### 首相就任
サンドゥのPASは2019年の総選挙で、連立相手のアンドレイ・ナスターセ率いる尊厳と真実の基盤党（PPDA）と共にACUM選挙ブロックを構成し、モルドバ共和国議会の101議席の内の26議席を確保した。2019年6月8日、マイア・サンドゥはモルドバ共和国社会党（PSRM）との連立によってモルドバの首相に選出された。
同日、モルドバ憲法裁判所は彼女への首相指名とモルドバ共和国政府による任命を違憲と宣言し、2019年の憲法危機のきっかけとなった。しかし、6月15日に憲法裁判所はサンドゥの首相指名・任命を違憲とする宣言を修正・破棄した。翌日、彼女は公の秩序の回復を呼びかけて市民が地元の集会に参加するのを思いとどまらせた。
2019年6月、彼女は2017年3月にフィリプ前首相の決定による政府高官のロシア公式訪問の禁止を解除した。 彼女は海外メディアへの初のインタビューのひとつで、アメリカ財務省にウラジーミル・プラホトニュクをマグニツキー法のリストに加える様要請する意向を表明した。 8月、サンドゥは8月23日を通常の「解放の日」に代えて「スターリニズムとナチズムの犠牲者のためのヨーロッパ追悼の日」とする法案を作成する様要請した。この法案は彼女の連立パートナーであるPSRMに反対され、モルドバの大統領で元PSRM指導者のイゴル・ドドンはこの日を元の通りに祝うと発表してサンドゥの提案を拒否した。
親欧派のサンドゥ首相の下、モルドバは欧州連合（EU）加盟をめざして歩み始めたが、当のサンドゥ自身は2019年11月12日に不信任投票の結果、首相を更迭された。これにより彼女は新政権が発足するまで、職務執行者として留任することとなった。しかし、2020年の大統領選挙で親EUと反腐敗派のプラットフォームで親露派のドドンに対し勝利を収めたサンドゥは2020年12月24日、モルドバ大統領へ就任した。 これによりモルドバはサンドゥ政権のもとで欧州統合に向けて再び前進する立場となった。

### 首相としての外国訪問
| 日付           | 訪問国         | 訪問地         |
| -------------- | -------------- | -------------- |
| 2019年7月2日   | ルーマニア     | ブカレスト     |
| 2019年7月3-4日 | ベルギー       | ブリュッセル   |
| 2019年7月11日  | ウクライナ     | キエフ         |
| 2019年7月16日  | ドイツ         | ベルリン       |
| 2019年8月22日  | リトアニア     | ヴィリニュス   |
| 2019年9月11日  | アメリカ合衆国 | ワシントンD.C. |

### 2020年の大統領選挙

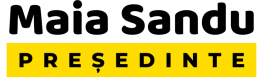
サンドゥのキャンペーンロゴ

サンドゥは7月18日に2020年の大統領選挙への立候補を表明したが、第2ラウンドでは親欧州派の候補者がいないリスクが存在しないので、他に親欧州派の候補者は必要ないと述べた。サンドゥは2020年10月2日に公式に選挙運動を開始し、ルーマニア語とロシア語で2回の演説を行って、汚職、貧困との戦い、刑事司法制度の改革を約束した。一方、ドドン大統領が後者を意図的に妨害していると非難した。1度目の投票で過半数を獲得した候補者がいなかったため、11月15日にサンドゥとドドンの決選投票が行われ、総投票数の57.75%を獲得したサンドゥが勝利した。
彼女の勝利はEUの上級指導者の他にウクライナのウォロディミル・ゼレンスキー大統領、カザフスタンのカシムジョマルト・トカエフ大統領、アゼルバイジャンのイルハム・アリエフ大統領、ルーマニアのクラウス・ヨハニス大統領らによって祝福された。また、当初はドドンを支持していたロシアのウラジーミル・プーチン大統領も祝意を表明した。彼女は記者会見で、モルドバは彼女のリーダーシップの下「モルドバの国益に基づき、ルーマニア、ウクライナ、ヨーロッパ諸国、ロシア、アメリカを含むすべての国と現実的な対話を行い、外交政策の真のバランスを確保する」と宣言した。
同年12月24日、大統領に就任した。
- ウクライナのウォロディミル・ゼレンスキー大統領と（2019年7月11日）
- ナタリア・ガブリリツァ財務相と（2019年9月17日）
- ホワイトハウスでアメリカのマイク・ペンス副大統領と会談（2019年9月18日）
- 左からボスニア・ヘルツェゴビナのシェフィク・ジャフェロビッチ大統領評議会議長、サンドゥ、ノルウェーのエルナ・ソルベルグ首相（2019年11月20日）

## 大統領として

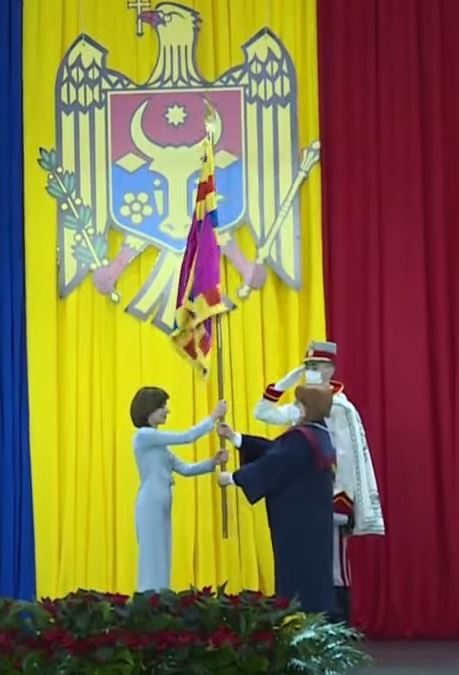
大統領旗を引き継ぐサンドゥ（2020年12月24日）

2020年12月24日、共和国宮殿で宣誓。数千人の支持者が宮殿の外で「マイア・サンドゥと国民！」「国民はあなたを愛している！」などのスローガンを唱えながらサンドゥを出迎えた。 彼女は式典の中で国民統合を訴え、演説の最後にロシア語、ウクライナ語、ガガウズ語、ブルガリア語で話した。式典の後、彼女は大統領宮殿でドドンに面会し、彼女に正式な権力を引き継ぐ式典が行われた。同日、彼女は首相代行のイオン・キクと会談した。キクが首相代行の留任を拒否したため、12月31日にサンドゥはアウレリウ・チョコイ外相を新たな首相代行に任じた。
2021年1月27日、サンドゥはナタリア・ガブリリツァを首相候補に指名した上で、「彼女の下で政府のチームは経済発展と汚職国家の制度の一掃に重点を置いたプログラムを準備する任務がある」と述べた。2月11日、議会がガブリリツァの首相就任を否決したため、サンドゥは再びガブリリツァを新首相に任命したが、2月23日に憲法裁判所が再度の新首相任命は無効と判断し、ガブリリツァ政権の発足は頓挫した。次にサンドゥは首相代行にとどまることとなったチョコイを首班とする暫定内閣の閣僚を自らが任命できるよう憲法裁判所に求めたが、3月4日にはこれも無効と判断された。3月16日、サンドゥは新たに新首相として行動と連帯党(PAS)党首代行のイゴル・グロスを指名したが翌17日、社会党はこの指名は違法であるとして憲法裁判所への提起を表明。18日、議会は新首相候補にロシア駐在大使のウラジミール・ゴロヴァティウクを選出し、一方で憲法裁判所はサンドゥによるグロスの指名は合憲であるとして社会党の訴えを3月22日に棄却するなど、議会との対立が続いた。
2021年4月15日、議会が新内閣樹立に失敗したことを受け、憲法裁判所はサンドゥの訴え通り議会解散を許可する判断を下した。4月27日に憲法裁判所がCOVID-19流行に伴う非常事態宣言を終了させる判断を下したことで総選挙を実施する障壁がなくなり、翌28日、サンドゥは議会解散の意向を表明し7月11日の総選挙実施を決定。議会総選挙ではPASが63議席（得票率52.6％）で過半数を制し勝利。ウラジーミル・ヴォローニン元大統領率いる共産主義者と社会主義者の選挙ブロック(BECS)は32議席、ショル党が6議席にとどまり、サンドゥの親欧米路線が信任された。7月30日、サンドゥは改めてガブリリツァを新首相に指名し、8月6日に新内閣が議会によって承認された。
再選をかけ臨んだ2024年大統領選挙では10月20日の第1回目投票で42.45％を得票したが過半数は得られず、親ロシア派で25.98％を獲得したアレクサンドル・ストイアノグロ元検事総長と共に11月3日の決選投票に進出した。また同時に実施された欧州連合加盟に向けた憲法改正の是非を問う国民投票は賛否が拮抗し、賛成50.39％でサンドゥの狙い通り憲法改正案は可決された。しかし両選挙の裏側にはロシアが介入していたと主張しており、ロシア政府はモルドバ政府の言うような外国による選挙への干渉を否定し、大統領選のサンドゥ票と国民投票の賛成票が不自然に伸びたと主張した。11月3日に実施された大統領選挙決選投票は投票率54.3％で、中央選挙管理委員会によるとサンドゥの得票率は55.4％で、ストイアノグロ（得票率44.6％）に勝利し、再選を決めた。

### 内政

#### 議会
2020年12月28日、彼女は議会派閥と協議のため面会した。

#### 新型コロナウイルス感染症
2020年12月、ルーマニアのクラウス・ヨハニス大統領はモルドバにトジナメランのCOVID-19ワクチン20万ダースを寄付すると述べた。翌2021年の1月16日、サンドゥは当局がトランスニストリアの住民にロシア製のワクチンのスプートニクVの接種することを容認すると述べた。

### 外交政策

#### ルーマニア
2020年12月29日、ルーマニアのクラウス・ヨハニス大統領はモルドバを訪問し、サンドゥ政権になってはじめて訪れた外国の指導者となった。

#### ウクライナ

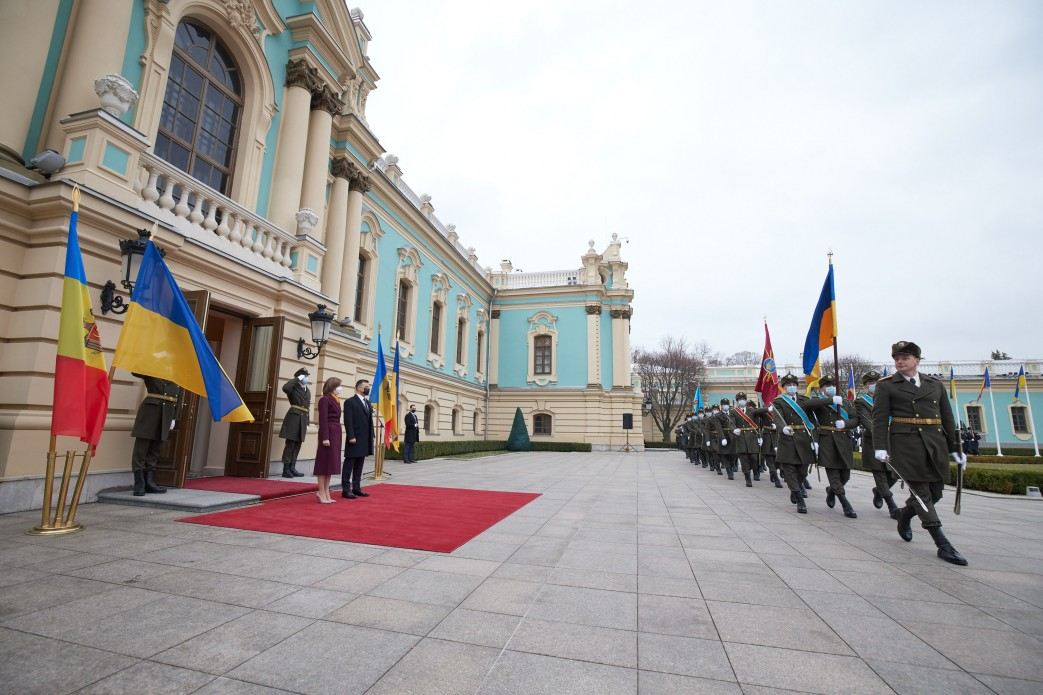
キエフのマリア宮殿で儀仗隊の栄誉礼を受けるサンドゥ

ウクライナのドミトロ・クレバ外相との会談で、2021年1月のキエフ訪問が彼女の大統領としての初めての外国訪問となることを確認した。ウクライナ訪問中の1月12日に彼女はウォロディミル・ゼレンスキー大統領と会談し、二国間関係の問題に対処するために大統領理事会を設置する事で合意した。また、彼女はデニス・シュミハリ首相やドミトロ・ラズムコフ最高議会議長とも会談した。彼女は無名戦士の墓やホロドモール・ジェノサイド国立博物館を訪れウクライナ人の犠牲者に敬意を表した。

#### ロシア
大統領に就任直後の2020年12月末にTV8チャンネルのインタビューにて、「貿易、輸出、沿ドニエストル問題の解決」などについて話し合うため「ロシアに行く準備ができている」と宣言した。また、モスクワに行く前にキーウとブリュッセルを訪問する意向である事にも言及し、より親EU的な姿勢を強調している。

#### トランスニストリア
彼女は在モルドバ共和国沿ドニエストル地域ロシア軍作戦集団（OGRF）が沿ドニエストル共和国から撤退すべきだと述べた。また、ロシアのRBKテレビに出演した彼女は作戦集団は弾薬庫を警備しているにもかかわらず「OGRFと弾薬庫に関する二国間協定はない」と発言した。

## 論争

### 政治
2016年9月にサンドゥは首相官邸に対する訴訟を起こし、破綻した3つの銀行（Banca Socială、Unibank、Banca de Economii）に対する国家保証が承認された閣議の速記録の提示を要求した。当時の首相であったパヴェル・フィリプはBanca de Economiiへの緊急融資が決まった時の閣議の速記録を自身のFacebookページで公開した。その速記録にはモルドバ国立銀行総裁のドリン・ドラグツァヌ、キリル・ガブリチ元首相や、教育大臣時代のサンドゥ自身の発言が含まれている。最後には全会一致で決定が下された事が書かれており、速記には署名がなかった。
2016年の大統領選挙の討論会の中で、サンドゥが教育相だった2013年5月29日の閣議で空港のコンセッション先を決める投票をしたか否を社会主義者のイオン・チェバン候補に聞かれた。 これに対しサンドゥは空港のコンセッション先について投票した政府閣議には出席しなかったと答えた。しかし、社会主義者たちはアーカイブを解除、サンドゥが会議に参加し、キシナウ国際空港のコンセッション先を投票した事を示すビデオ映像を入手した。
2019年2月21日、サンドゥとACUM選挙ブロックの候補者は2019年2月24日の総選挙後に社会党、民主党、小さな党との連立はせず、これに違反した場合は議員辞職するという公約に署名した。彼女は2019年6月初旬に社会党との連立に同意した事で、この自らの公約を破った。

### 歴史
サンドゥは2018年、第二次世界大戦下のルーマニア指導者としてナチスドイツと同盟していたイオン・アントネスクについて「功罪両面ある歴史上の人物」と発言した。モルドバのユダヤ人共同体（CERM）はサンドゥの発言を強く批判し、公開書簡で次の様に述べた。
後のインタビューでサンドゥはこの告発に対して次の様に答えている。

## 受賞歴
- 労働殊勲勲章 (モルドバ)（英語版） (2014年7月23日)[103]
- 2020年度社会対話の会（英語版）賞（ルーマニア、2021年1月27日）[104]